# Noir sur Blanc
Oficyna Literacka Noir sur Blanc – polski oddział wydawnictwa Les Editions Noir sur Blanc założonego w Szwajcarii przez Jana Michalskiego (1953–2002) i jego żonę, Verę.
Les Editions Noir sur Blanc powstało w 1987, z myślą o wydawaniu dzieł wschodnioeuropejskich pisarzy (głównie polskich i rosyjskich) w języku francuskim. Wkrótce została otwarta filia w Paryżu, a po upadku żelaznej kurtyny także w Warszawie. Jej szefem została siostra Michalskiego, Anna Zaremba.
W Polsce wydawnictwo publikuje książki m.in. Zoé Valdés, Paula Austera, Charlesa Bukowskiego, Blaise’a Cendrarsa, Umberta Eco, Henry’ego Millera czy noblisty Vidiadhara Surajprasada Naipaula. Obok współczesnej i starszej literatury pięknej, wydawnictwo publikuje także powieści kryminalne takich autorów, jak: Donna Leon, Patricia Highsmith, Manuel Vázquez Montalbán czy Andrea Camilleri.
W katalogu Noir sur Blanc znajdują się również książki polskich twórców: Sławomira Mrożka, Stanisława Jerzego Leca, Teodora Parnickiego.